# 张汶高速公路
张掖－汶川高速公路，简称张汶高速，是国家高速公路网的重要组成部分，编号为G0611，是 京藏高速的联络线。起点在甘肃省张掖市，青海门源、大通、西宁、平安、同仁、河南，甘肃尕海，四川若尔盖、松潘，抵达汶川县。

## 分省介绍

### 甘肃北段
张掖至扁都口段又称张扁高速公路，全长89.4公里，估算投资60亿，于2017年9月27日开工建设，北起张掖甘州区，与 连霍高速衔接，南止 227国道甘青管养界，是“十三五”期间张掖市投资规模最大的高速公路项目。

### 青海段
截止2022年，甘青界－门源克图立交段建设中，门源经西宁至同仁段已通车，同仁至青甘界段处在规划中。

### 甘肃南段
规划中。

### 四川段
该路段与 九马高速川主寺至红原段一同于2024年8月通过四川省发展改革委核准批复，于2024年10月8日开工建设。

#### 川甘界－川主寺
郎木寺至川主寺段高速公路全长193.6公里，估算总投资265亿元，全线设桥45263米/193座，占路线总长的23.3%，设隧道25530米/14座，占路线总长13.1%，桥隧比36.5%，双向四车道高速公路标准建设。

#### 川主寺－汶川
川主寺至汶川段高速公路路线全长183.517km，路线起于川主寺镇以北的东北寨村，止点接 蓉昌高速汶川枢纽互通，主要控制点为：川主寺、松潘、叠溪、茂县、汶川。

## 互通枢纽及服务设施列表
| 地区                                                                                         | 里程                              | 类型                              | 名称         | 连接                    | 说明                                  |
| -------------------------------------------------------------------------------------------- | --------------------------------- | --------------------------------- | ------------ | ----------------------- | ------------------------------------- |
| 甘肃省 张掖市 甘州区                                                                         |                                   | 枢纽                              | 张掖枢纽     | 连霍高速                | 规划北延                              |
| 甘肃省 张掖市 甘州区                                                                         |                                   | 出入口                            | 党寨东       | 227国道                 |                                       |
| 甘肃省 张掖市 民乐县                                                                         |                                   | 停车场 · 加油设施 · 修车站 · 餐厅 | 西灰山服务区 | 西灰山服务区            |                                       |
| 甘肃省 张掖市 民乐县                                                                         |                                   | 出入口                            | 六坝         | Y355乡道                |                                       |
| 甘肃省 张掖市 民乐县                                                                         |                                   | 出入口                            | 民乐东       | 迎宾大道东              |                                       |
| 甘肃省 张掖市 民乐县                                                                         |                                   | 停车场 · 加油设施 · 修车站 · 餐厅 | 扁都口服务区 | 扁都口服务区            |                                       |
| 甘肃省 张掖市 民乐县                                                                         |                                   | 出入口                            | 扁都口       | 227国道                 |                                       |
| 甘青界段建设中                                                                               |                                   |                                   |              |                         |                                       |
| 青海省 海北藏族自治州 祁连县                                                                 |                                   | 出入口                            |              | 227国道                 |                                       |
| 青海省 海北藏族自治州 祁连县                                                                 | 停车场 · 加油设施 · 修车站 · 餐厅 |                                   |              |                         |                                       |
| 青海省 海北藏族自治州 门源回族自治县                                                         |                                   | 出入口                            |              | 227国道                 |                                       |
| 青海省 海北藏族自治州 门源回族自治县                                                         |                                   | 出入口                            |              | 青苏段                  |                                       |
| 青海省 海北藏族自治州 门源回族自治县                                                         | 停车场 · 加油设施 · 修车站 · 餐厅 |                                   |              |                         |                                       |
| 青海省 海北藏族自治州 门源回族自治县                                                         |                                   | 出入口                            | 浩门         | 花海北路                | 以上路段建设中                        |
| 青海省 海北藏族自治州 门源回族自治县                                                         | 停车场 · 加油设施 · 修车站 · 餐厅 |                                   |              |                         |                                       |
| 青海省 海北藏族自治州 门源回族自治县                                                         |                                   | 出入口                            |              | 338国道                 |                                       |
| 青海省 海北藏族自治州 门源回族自治县                                                         |                                   | 枢纽                              | 克图立交     | 武茫高速                |                                       |
| 青海省 西宁市 大通回族土族自治县                                                             |                                   | 停车场 · 加油设施 · 修车站 · 餐厅 | 圆山服务区   | 圆山服务区              |                                       |
| 青海省 西宁市 大通回族土族自治县                                                             |                                   | 出入口                            | 东陕         | 105省道                 |                                       |
| 青海省 西宁市 大通回族土族自治县                                                             |                                   | 枢纽                              |              | 加西高速                |                                       |
| 青海省 西宁市 大通回族土族自治县                                                             |                                   | 枢纽 · 出入口                     | 老营庄       | 宁大高速 解放南路       | 与宁大高速共线段开始                  |
| 青海省 西宁市 大通回族土族自治县                                                             |                                   | 出入口                            | 黎明         | 黎明路 鲍桥段           | 张掖方向出，汶川方向入                |
| 青海省 西宁市 大通回族土族自治县                                                             |                                   | 主线收费站                        | 西宁北收费站 | 西宁北收费站            | 免费路段开始                          |
| 青海省 西宁市 城北区                                                                         |                                   | 枢纽                              |              | 京藏高速                | 与宁大高速共线段结束 与G6共线段开始   |
| 青海省 西宁市 城北区                                                                         |                                   | 枢纽 · 出入口                     | 朝阳互通     | 宁贵高速 祁连路         |                                       |
| 青海省 西宁市 城东区                                                                         |                                   | 出入口                            | 站西巷立交   | 站西巷 站北路           | 张掖方向入，汶川方向出                |
| 青海省 西宁市 城东区                                                                         |                                   | 出入口                            | 站东巷立交   | 站北路 中庄路二巷       | 张掖方向出，汶川方向入                |
| 青海省 西宁市 城东区                                                                         |                                   | 出入口                            |              | 富民路                  |                                       |
| 青海省 西宁市 城东区                                                                         |                                   | 枢纽 · 出入口                     |              | 西互高速 互助路、明杏路 |                                       |
| 青海省 西宁市 城东区                                                                         |                                   | 出入口                            |              | 昆仑东路 八一路         |                                       |
| 青海省 海东市 互助土族自治县                                                                 |                                   | 出入口 · 主线收费站               | 海东         | 三合路                  | 主线收费站 免费路段结束               |
| 青海省 海东市 互助土族自治县                                                                 |                                   | 停车场 · 加油设施 · 修车站 · 餐厅 | 曹家堡服务区 | 曹家堡服务区            | 仅汶川方向                            |
| 青海省 海东市 互助土族自治县                                                                 |                                   | 枢纽                              | 曹家堡枢纽   | 西和高速                | 共线段西宁方向与G0612西宁方向不互通   |
| 青海省 海东市 互助土族自治县                                                                 |                                   | 出入口                            | 曹家堡       | 曹家堡                  | 西宁曹家堡国际机场                    |
| 青海省 海东市 互助土族自治县                                                                 |                                   | 枢纽                              |              | 京藏高速                | 张掖方向入，汶川方向出 与G6贡献段结束 |
| 青海省 海东市 平安区                                                                         |                                   | 枢纽                              |              | 西宁绕城高速            | 汶川方向与G0601平安东收费站不互通     |
| 青海省 海东市 平安区                                                                         |                                   | 出入口                            | 窑房         | 化隆路                  | 张掖方向出，汶川方向入                |
| 青海省 海东市 平安区                                                                         |                                   | 出入口                            | 大寨子       | 202省道                 |                                       |
| 青海省 海东市 平安区                                                                         |                                   | 出入口                            | 古城         | 202省道                 |                                       |
| 青海省 海东市 化隆回族自治县                                                                 |                                   | 出入口                            | 阿岱第2      | 乐化路                  | 仅张掖方向入口                        |
| 青海省 海东市 化隆回族自治县                                                                 |                                   | 出入口                            | 阿岱         | 202省道                 |                                       |
| 青海省 海东市 化隆回族自治县                                                                 |                                   | 停车场 · 飲料小吃                 | 阿岱停车区   | 阿岱停车区              | 仅汶川方向                            |
| 青海省 海东市 化隆回族自治县                                                                 |                                   | 出入口                            | 牙什尕       | 203省道                 |                                       |
| 青海省 海东市 化隆回族自治县                                                                 |                                   | 出入口                            | 群科         | 213国道                 |                                       |
| 青海省 海东市 化隆回族自治县                                                                 |                                   | 停车场 · 加油设施 · 修车站 · 餐厅 | 群科服务区   | 群科服务区              |                                       |
| 青海省 海东市 化隆回族自治县                                                                 |                                   | 出入口                            | 团结         | 213国道                 |                                       |
| 青海省 海东市 化隆回族自治县                                                                 |                                   | 枢纽                              |              | 循隆高速                |                                       |
| 青海省 黄南藏族自治州 同仁市                                                                 |                                   | 出入口                            | 同仁北       | 203省道                 |                                       |
| 青海省 黄南藏族自治州 同仁市                                                                 |                                   | 停车场 · 飲料小吃                 | 保安停车区   | 保安停车区              |                                       |
| 青海省 黄南藏族自治州 同仁市                                                                 |                                   | 出入口                            |              | 213国道                 | 张掖方向入，汶川方向出                |
| 青海省 黄南藏族自治州 同仁市                                                                 |                                   | 出入口                            |              | 213国道                 | 张掖方向入，汶川方向出                |
| 青海省 黄南藏族自治州 同仁市                                                                 | 停车场 · 加油设施 · 修车站 · 餐厅 |                                   |              |                         |                                       |
| 青海省 黄南藏族自治州 同仁市                                                                 |                                   | 出入口                            |              | 213国道                 |                                       |
| 同仁至汶川段规划中                                                                           |                                   |                                   |              |                         |                                       |
| 1.000 英里 = 1.609 千米；1.000 千米 = 0.621 英里 并行路段 • 已关闭／取消 • 限制进入 • 未开放 |                                   |                                   |              |                         |                                       |